# 白娘子
白娘子（はくじょうし）は、中国の四大民話伝説『白蛇伝』に登場するヒロインである。また白娘子という呼称は明代の白話小説『警世通言・白娘子永鎮雷峰塔（はくじょうしえいちんらいほうとう）』（1624年）以降である。「白素貞（はくそてい）」という化名は清代の弾詞（弾き語り）『義妖伝』（ぎようでん、『紡像義妖伝』、1809年）以降であり、「白娘々（パイニャンニャン）」と呼称されることもある。

## 人物紹介
清代の演劇などにおけるその正体は、四川省にある霊山の峨眉山清風洞の霊力を得た齢千年の白蛇の精。一千八百年修行し、仙術を会得した。命の恩人許仙（きょせん、弾詞『義妖伝』より前は「許宣」）に報いるため、白衣を着た美人に変化して、彼と結婚して子供をもうける。後に妖魔打倒を使命とする和尚・法海に杭州の雷峰塔の下に鎮圧される。白娘子の下女である小青は峨眉山にもどり18年の修行を積み無敵の三昧真火を修得し、雷峰塔を燃やし白娘子を救い出す。

## 人物の変遷
変遷の詳細は白蛇伝を参照されたし。
白娘子の初出は、唐代の伝奇小説 『博異志・李黄』。白娘子という呼称はまだなく、一匹の白い大蛇が変化した白衣の美女であり、青年「李黄」に害をなす邪悪の妖女として描かれている。李黄は白蛇の妖女に誘惑され精気を吸われた末に身体を溶かされて殺される。ただし、明嘉靖年間の『清平山堂話本 西湖三塔記（せいこさんとうき）』や『白娘子永鎮雷峰塔』には類似の題材は見られず、最後に道士や和尚が白蛇を捕えて塔に封印されるという筋立てとなっている。
弾詞『義妖伝』になると、白娘子は善意の白蛇の精へと変容され、報恩譚となった。南宋の紹興年間以降、民話伝説や文学作品として加工され、清代乾隆年間の『雷峰塔奇伝』と清代末期の『白蛇全伝』では「愛」の要素を追加し、この物語が8清代末期に最も詳細化した『白蛇全伝』である。

## 注・出典
1. ↑  初期の作品では、善意の主人公ではなく邪悪な蛇の妖怪である。
2. ↑  玉山主人『雷峰塔奇伝（らいほうとうきでん）』（1806年）では道教の聖地である青城山となっている。
3. ↑  『雷峰塔奇伝』以降、異類婚姻譚となる。
4. ↑  唐代の禅僧の金山法海（中国語版）がモデルになっている。
5. ↑  北宋 太平広記 卷第四百五十八 蛇三 李黄 に収録、末尾に「出博異志」とある。明代の陸楫（りくしょう、1515-1552年） 撰 『古今説海』は『白蛇記』と題し収録している。 中国語版ウィキソースに本記事に関連した原文があります：博異志#.E6.9D.8E.E9.BB.83
6. ↑  『西湖三塔記』では心肝を喰われそうになったところを道士に救われる。因みに青年の名は宣賛である。
7. ↑  日本語訳書はない。